# 靜置釀造
靜置釀造是指一種天然的釀造過程，將完整個黃豆等原料以蒸煮或其他物理方法處理，再使其擺放靜置一長段時間，使其熟成。

## 起源
醬油起源於古代皇家所使用的調味料，直至今日行之有年，傳統上都是使用釀造法，也就是所謂「靜置釀造」工法釀造而成，只是當化學速釀醬油興起，純釀造不再單指傳統以釀造工法做成的醬油，才將原本的傳統釀造更名為「靜置釀造」。

## 詞源
「靜置釀造」一詞源自民國91年，王政傑先生有鑑於醬油市場現有的「100%純釀造標章」並未清楚規範，未將鹽酸水解醬油排除至100%純釀造標準之外，而造成消費者的混淆，於是特將傳統菌種釀造，過程中不使用鹽酸水解的醬油，稱為「靜置釀造醬油」。

## 概要
以非基因改造黃豆、黑豆及小麥等，經蒸煮、拌炒處理，並經培養麴菌，室外靜置發酵5~8個月，使其熟成。

## 檢驗

### 果糖酸
以鹽酸水解之醬油，會產生微量的果糖酸，現有的「100%釀造標章」法規規定果糖酸含量不得超出0.1%，但因為「靜置釀造」過程中不使用鹽酸水解工法，所以「靜置釀造」的標準為果糖酸含量為零。